# Норма міжнародного права
Но́рма міжнаро́дного пра́ва — правило поведінки, яке створюється державами та іншими суб'єктами міжнародного права узгодженням своїх позицій і визнається ними як юридично обов'язкове, спрямоване на регулювання відносин між учасниками міжнародних відносин.
Норми міжнародного права складають фундамент цієї правової системи. Вони встановлюють права та обов'язки суб'єктів міжнародного права, конструюючи ідеальну модель їх взаємодії. Тим самим норми міжнародного права приносять стабільність, визначеність у міжнародних відносинах.

## Особливості норм міжнародного права
Варто виділити основоположні характерні риси, виходячи із загальної теорії права, які притаманні нормам міжнародного права:
- узагальнене правило поведінки суб'єктів міжнародного права;
- юридичну обов'язковість застосування;
- наявність санкцій (а не лише моральних наслідків і здорового глузду)
- розгалужену їх класифікацію і т.д

### Структура норм міжнародного права
У загальній теорії права норми права мають тричленну структуру — гіпотеза, диспозиція, санкція, але специфіка норм міжнародного права полягає в тому, що вони складаються з двох елементів — гіпотези і диспозиції. Відсутність санкцій в більшості міжнародних- правових норм пояснюється тим, що міри відповідальності і санкцій в міжнародному праві відділені від самих правил поведінки, тому що держави й інші суб'єкти міжнародного права самостійно вибирають примусові заходи з арсеналу таких заходів, що допускається міжнародним правом стосовно правопорушників. Як елемент міжнародної норми санкція зустрічається в нормах, застосовуваних до правовідносин приватного характеру (у міжнародному приватному праві)
Гіпотеза норми міжнародного права – це елемент норми міжнародного права, в якій зазначається умови, обставини, з настанням котрих можна або необхідно здійснювати її диспозицію. Призначення гіпотези — це визначити сферу і межі регулятивної дії диспозиції (гіпотеза відповідає на питання: коли? де? в якому випадку? за якої умови?
Диспозиція міжнародної-правової норми - це елемент норми міжнародного права, в якій зазначаються права та/або обов'язків суб'єктів. Диспозиція вказує, описує дозволену (можливу), обов'язкову (необхідну) або заборонену (неприпустимо) поведінку суб'єкта.

### Юридична сила
Міжнародний правовий простір відрізняється від будь-якого іншого національного правопорядку вкрай бідним набором засобів примусового виконання витікаючих з норм обов'язків — відсутня єдина універсальна судова система, рішення судів носять здебільшого  рекомендаційний характер. Така специфіка міжнародного права підштовхнула деяких теоретиків до висновку щодо  неправовій природі її норм. Наприклад, відомий представник школи німецького позитивізму А. Лассон заявляв в 1872 році, що установлення, які витікають з міжнародних договорів та звичаїв, являють собою,,правила мудрості, але не норми права,,.
Проте більшість сучасних учених не поділяють цю позицію і відстоюють юридичну сутність норм міжнародного права. На підтвердження своїх аргументів вони посилаються на:
- визнання основним принципом міжнародного права обов'язкового виконання добровільно прийнятих він міжнародних зобов'язань (лат. pacta sunt servanda);
- закріплення в більшості міжнародних договорів механізму контролю за виконанням зобов'язань держав-учасниць, що з нього випливають (найяскравіший приклад — європейська система захисту прав людини, що має на своїй підставі Конвенцію про захист прав людини та основних свобод 1950 року);
- існування міжгалузевого інституту відповідальності країн за міжнародно-протиправні дії — тобто щодо порушення норм міжнародного права (спробу кодифікації які стосуються цьому інституту норм свого часу зробила Комісія міжнародного права ООН, що призвело до появи Проекту статей про відповідальність країн за міжнародно- протиправні дії 2001);
- у разі грубого порушення державою імперативних норм міжнародного права (зокрема, вчинення акту агресії або створення загрози міжнародному миру та безпеці) Рада Безпеки ООН може санкціонувати застосування примусових заходів щодо такого порушника — аж до використання військової сили на підставі та в порядку, встановленому гол. VII Статуту ООН;
- рішення Міжнародного суду ООН, винесене у конкретній справі, у разі злісного ухилення сторони, що програла, від виконання її положень може бути забезпечене примусовими заходами, що накладаються Радою Безпеки ООН відповідно до ст. 94 Статуту ООН та ін.

Як бачимо, певні гарантії дотримання норм міжнародного права та їх реальної дії в рамках міжнародної системи все ж таки існують, що дозволяє говорити про ці норми як про юридичне значення. Однак відмінності від внутрішньодержавного права тут очевидна — ступінь примусової сили норм міжнародного права поступається таким у національно-правових через відсутність повноцінної інституційної бази

### Ієрархія норм міжнародного права
Встановлення ієрархії норм і джерел дозволяє громаді піднести певні фундаментальні принципи над звичайними нормами, встановити порядок і ясність у відносинах між нормами, авторитетними інституціями та суб'єктами права. Проблему співвідношення норм міжнародного права вирішувалися на підставі правил, які визначаються сьогодні як загальні принципи права. Вони вказують, наприклад, надавання переваги тій нормі міжнародного права, яка з'явилася пізніше (lex posterior derogat legi priori) або яка є спеціальною по відношенню до загальної норми міжнародного права (lex specialis derogat legi generalis). Незважаючи на те що міжнародні відносини стали більш комплексними та складними, основна функція міжнародного права як регулятора відносин юридично рівноправних суб'єктів залишалась. Міжнародні-правові зобов'язання, виражені у формі міжнародного договору чи звичаю розглядаються як юридично рівноцінні.
В останні півстоліття виник особливий клас загальних норм, наділених безперечною юридичною силою. Відомі як «імперативні норми» або «норми jus cogens», вони вважаються такими, якими мають вищий статус порівняно зі звичайними нормами міжнародного права і мають перевагу над останніми у випадках конфлікту. Таким чином, незалежно від того, чи існує звичайна норма в договорі чи звичаєвому праві, чи є загальним принципом, вона є недійсною, якщо суперечить нормі jus cogens.

## Види міжнародно-правових норм

### За змістом та місцем в системі міжнародного права
- принципи (загальні принципи міжнародного права, які установлюють основи міжнародного миру, співробітництва та правопорядку. Вони соціально обумовлені, узагальнені норми, які уособлюють риси нормативної системи і її головного змісту);[3]
- норми (загальнообов'язкові правила поведінки, які виникли в результаті угоди суб'єктів міжнародного права, реалізація яких забезпечується примусовими заходами міжнародного-правового характеру);[3]
- цілі (цілі, що реалізується в рамках нормативної системи міжнародного права. Головною соціально-політичною метою міжнародної нормативної системи є підтримка існуючої системи міжнародних відносин).[3]

### За способом створення і формою існування (за джерелами)
- договірні (містяться в міжнародних договорах і є угодою між суб'єктами міжнародного права);
- звичаєві (не закріпилися в міжнародних договорах і виникли в результаті багаторазового застосування суб'єктами міжнародного права).

### Залежність від обсягу змісту та значення
- основні (регулюють найважливіші суспільні відносини між суб'єктами міжнародного права);
- підпорядковані (доповняють або конкретизують основні норми).

### За сферою дії
- універсальні (регулюють відносини між усіма державами-членами світового співтовариства);
- партикулярні, які в свою чергу, діляться на регіональні (закріплені в угодах між державами визначених географічних регіонів).

### За юридичною силою
- диспозитивні;
- імперативні (належать основні принципи міжнародного права (Jus cogens).

### За своєю роллю в механізмі міжнародно-правового регулювання
- регулятивні (представляють суб'єктам право на вчинення передбачених у них дій);
- охоронні (виконують функцію захисту міжнародного правопорядку від порушення, установляють санкції та заходи відповідальності стосовно порушників).

### За юридичною силою
- матеріальні;
- процесуальні.